# Петров, Олга
Олга Петров, в девичестве Радишич (серб. Олга Петров-Радишић; 1 декабря 1920, Баранда — 9 мая 1942, Яинцы) — югославская сербская учительница, партизанка Народно-освободительной войны Югославии, Народный герой Югославии.

## Биография
Родилась 1 декабря 1921 в деревне Баранда в бедной крестьянской семье. Окончила начальную школу в родной деревне, гимназию в Петровграде и педагогическое училище Вршаца в 1940 году. Работала преподавательницей в школе-интернат, симпатизировала Коммунистической партии, состояла в революционном движении. Занималась дополнительно с отстающими учениками, чем и создала себе благоприятную репутацию Член Союза коммунистической молодёжи Югославии с 1938 года.
Олга была активисткой в литературном кружке «Взаимность» (серб. Узајамност), культурно-просветительской организации «Абрашевич» (серб. Абрашевић) и женском отделении революционного движения. Она занималась написанием литературных трудов и неоднократно побеждала на конкурсе. В Воеводине партийная ячейка школы, где работала Олга, была самой активной. Одним из соратников Олги был Браца Петров, секретарь Воеводинского покраинского комитета СКМЮ и организатор партийной техники в Южном Банате.
В июне 1940 года Олга была арестована полицией после того, как при обыске у неё дома был обнаружен чемодан с марксистской литературой. Это произошло в конце её обучения, и полицейские посадили Олгу под арест. Она отрицала тот факт, что чемодан принадлежит ей, из страха лишиться права на защиту диплома. По просьбе профессоров, Олгу отпустили для защиты диплома, а после успешного окончания училища на судебном процессе Олгу оправдали по причине отсутствия доказательств. Вскоре группа коммунистов вместе с Олгой была арестована по обвинению в распространении коммунистических листовок, однако Олгу снова оправдали. После судебных тяжеб она уехала с матерью и сестрой в Панчево.
Окончив училище, Олга начала работать в Баранде, где вышла замуж за Брацу Петрова и взяла его фамилию. В 1940 году её приняли в Коммунистическую партию Югославии: вместе с мужем она работала в техническом отделе, имея при себе пропагандистскую и научную литературу. В Панчево она была членом местного отделения Союза коммунистической молодёжи, организовывала новые ячейки и устраивала забастовки (в том числе и крупную забастовку на текстильном заводе). Неоднократно отправлялась в командировку в Нови-Сад. Осенью 1940 года была арестована с группой коммунистов и подверглась пыткам со стороны печально известного следователя Юрая Шпилера, однако отказалась сообщать что-либо на допросах. 17 марта 1941 была отпущена на свободу вместе с остальными.
После оккупации страны в Южном Банате венгры и немцы начали преследование тех, кто не признавал законной власть Третьего Рейха. В числе тех сопротивлявшихся была Олга и её друзья, которые ушли в партизанские войска. Олга стала диверсанткой, в течение лета 1941 года она поджигала дома коллаборационистов, разрушала железную дорогу, захватывала радиостанции. В июле 1941 года в самом начале войны свою акцию возмездия организовал 1-й Банатский партизанский отряд близ Панчева, и полиция начала охоту за партизанами. В концлагерь Свилара попали многие из партизан. Дом матери Олги оказался под наблюдением полиции, и мать с сестрой Олги уехали в Ченту к родственникам. Олга сумела сохранить всю партийную литературу, вынеся из дома все книги и переодевшись в простую крестьянку. После этого она отправилась в Црепаю, где сотрудничала со Стеваном Йовановичем, членом Банатского областного комитета КПЮ.
В октябре 1941 года полиция окружила дом, где проходило совещание, на котором присутствовала Олга. Завязался бой. Олга была ранена и успела сбежать с места разборки. Вернувшись в Баранду, она встретилась со своим знакомым, который и сдал её полиции, получив вознаграждение в размере 25 тысяч динаров. В полиции знали, что арестованная ими девушка состояла в партизанском движении, однако не могли установить её имя. Второй раз в Бечкереке Олге предстояло встретиться с Юраем Шпилером. Её подвергли ужасным пыткам, изуродовав её тело до неузнаваемости. Ослабленная Олга своей кровью в тюремной камере написала «С гордостью умираю за КПЮ» (серб. Поносно умирем за КПЈ).
По приказу гестапо её бросили в Бановинский концлагерь. 9 мая 1942 Олга была расстреляна в Яинцах. Её муж Браца погиб ещё раньше, в марте 1942 года в Панчево.
27 ноября 1953 Олга Петров была посмертно награждена Орденом Народного героя. Несколько средних школ в Сербии носят её имя и по сей день.